# 海湾站
海湾站，是浦东铁路上的一个小客运站，位于中国上海市奉贤区青村镇南星村，靠近海湾镇原星火农场。曾经每天有2对往来上海南站、芦潮港客运站的K8351/8352、K8353/8354次列车经停。2015年8月27日起，停靠该站的K8351/8352、K8353/8354次列车停运。

## 公交换乘
- 乘客可以出站向南过铁路地道步行数十分钟至海湾镇车站可换乘海航专线、南星线、海湾1线（区间）、海湾3线。
- 出站沿站后小路向北步行数十分钟可达钱桥车站，可换乘奉卫线、海航专线、南星线、青村1线。
- 自2013年1月起，海湾1线全天缩线到海湾旅游区，不再前往海湾火车站。